# Trabrennbahn Mönchengladbach
Il Trabrennbahn Mönchengladbach è il più vecchio corso di trotto in Germania. Si trova vicino all'aeroporto di Mönchengladbach. Nel 1892 fu fondata il Verein zur Förderung der Traberzucht des Niers-Nordkanal-Bezirks, il predecessore dei circoli sportivi della Niersbrücke. Nell'agosto dello stesso anno, i primi eventi di gara si svolgevano sul Nierswiesen. Un evento clamoroso fu il crollo della tribuna di legno nel 1922. L'incidente accadde durante un evento di gara. Dopo la seconda guerra mondiale, la pista da trotto fu modernizzata e ampliata. Dal 1972 le gare sono trasmesse attraverso uno speciale sistema TV.
Nel settembre del 1993, il centenario del corso di trotto fu celebrato con una settimana festiva. Nel 2003 si è svolta una giornata aperta per il 110 ° anniversario. Dopo diversi cambi di nome e nuove associazioni, il Verein zur Förderung des Rheinischen Trabrennsportes e.V. è stato l'organizzatore dell'operazione di corsa dal 2008. Oggi, i giorni delle corse si svolgono in date fisse - giovedì, domenica e giorni festivi.